# Margaret Yorke
Margaret Yorke (* 30. Januar 1924 in Surrey; † 17. November 2012 in Long Crendon, Buckinghamshire) war eine britische Schriftstellerin.

## Leben
Yorke lebte bis 1937 in Dublin. Im Zweiten Weltkrieg diente sie als Fahrerin bei Woman’s Royal Naval Service. Anschließend arbeitete sie als erste Frau in einer Christ Church Bibliothek in Oxford.
Ihre Bücher werden seit 1957 veröffentlicht, wobei sie sich seit 1970 mit dem Roman „Dead in the Morning“ dem Krimischreiben zuwandte. Sie beschrieb ihre Figuren mit großem Feingefühl und Intensität und es gelang ihr, Spannung im richtigen Moment aufzubauen. Manche vergleichen sie mit Ruth Rendell, da beide Schriftstellerinnen sehr genau das Innenleben und die Beweggründe ihrer Figuren beschrieben.
Yorke wurde auf dem deutschen Buchmarkt weniger beachtet. Im Juni 2001 war kein Roman von Margaret Yorke in deutscher Übersetzung im Buchhandel. Alle hier genannten Auflagen waren vergriffen und nur noch in Antiquariaten erhältlich. Deshalb sind in der Publikationsliste auch die englischen Titel aufgeführt. Yorke schrieb leicht verständlich, dadurch ist es auch für Ungeübte flüssig lesbar.

## Werke
- Admit to Murder (dt. „Ruhe in Frieden“, Piper, München 1995)
- Crime in Question
- Cast for Death (dt. „Rote Haare sind noch kein Indiz“, Scherz, Bern u. a. 2. Aufl. 1994)
- Dead in the Morning (dt. „Tod am Vormittag“, Moewig, Rastatt 1987)
- Evidence to Destroy
- Find Me a Villain (dt. „Tod in der Leitung“, Moewig, Rastatt 1986)
- The Hand of Death (dt. „Aber das Fleisch ist schwach...“, Scherz, Bern 1984)
- Intimate Kill (dt. „Vertrauen, das dich tötet“, Moewig, Rastatt 1986)
- Mortal Remains
- No Medals for the Major (dt. „Der Hass der Selbstgerechten“, Scherz, Bern 1977)
- The Point of Murder (dt. „Bei Treffpunkt Mord“, Scherz, Bern 1981)
- Safely to the Grave (dt. „Sicher ins Grab“, Moewig, Rastatt 1987)
- Speak for the Dead (dt. „Falscher Verdacht“, Piper, München 1994)
- The Small Hours of the Morning (dt.: „Eine lasterhafte Frau“, Goldmann, München 1977)
- The Smooth Face of Evil
- The Cost of Silence (dt. „Angst über der Stadt“, Moewig, Rastatt 1987)
- The Scent of Fear (dt.: „In Nacht und Grauen“, Scherz, Bern u. a. 1982. Im gleichen Jahr ausgezeichnet mit dem „Schwedischen Krimipreis - International“)
- Death on Account (dt. „Der tödliche Traum“, Moewig, Rastatt 1988)
- Silent Witness
- Devil’s Work